# گورستان الف بجوشین
گورستان الف بجوشین مربوط به هزاره اول ق وم است و در شهرستان ورزقان، بخش مرکزی، دهستان ازومدل شمالی، حدود ۷۰۰ متری روستای بجوشین واقع شده و این اثر در تاریخ ۱۲ شهریور ۱۳۸۶ با شمارهٔ ثبت ۱۹۳۴۱ به‌عنوان یکی از آثار ملی ایران به ثبت رسیده است.